# 67 ق هـ
67 ق هـ هي السنة السابعة والستون السابقة للهجرة النبوية، وهي توافق ما بين سنتي 556 و557 حسب التقويم الميلادي، أي أنها بدأت في سنة 556م وانتهت في سنة 557م.